# (35677) 1998 XE95
1998 XE95 (asteroide 35677) é um asteroide da cintura principal. Possui uma excentricidade de 0.14620430 e uma inclinação de 6.51506º.
Este asteroide foi descoberto no dia 15 de dezembro de 1998 por LINEAR em Socorro.